# Der Taubenturm

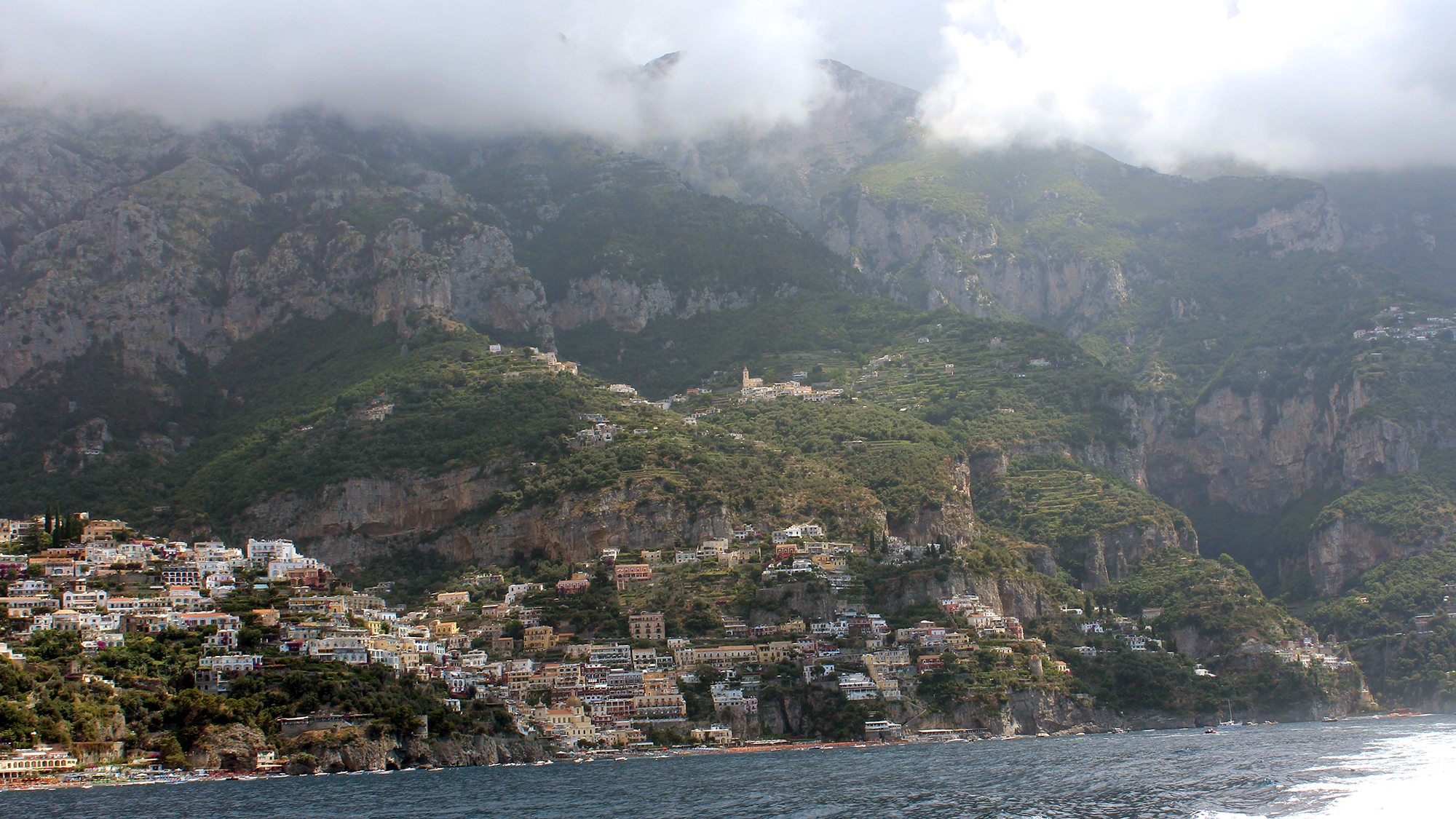
Positano in der Provinz Kampanien, Zufluchtsort des Autors

Der Taubenturm ist der Titel eines 1966 publizierten Romans mit autobiographischen Bezügen von Stefan Andres. Die Handlung spielt im Herbst 1943 in einer Zeit des politisch-militärischen Umbruchs in Italien. Erzählt wird der Überlebenskampf einer deutschen Familie, die 1933 einen Zufluchtsort in der Nähe Neapels gefunden hat. Ihre Situation erinnert an die des Autors, der im Roman seine Entscheidung für ein Exil in einem Staat mit faschistischer Regierung thematisiert.

## Überblick
Die Haupthandlung, die im Wechsel aus der Perspektive Odilos und aus der kindlichen Sichtweise seiner Tochter Felizitas erzählt wird, spielt vom 30. August bis zum 8. Oktober 1943 in einem kampanischen Städtchen, das die Familie 1933 als Exilort gewählt hat. In der Endphase des Zweiten Weltkriegs ändern sich in Italien die politisch-militärischen Verhältnisse und verunsichern das Leben der Protagonisten, obwohl die Menschen der Stadt, in der es kaum Faschisten gibt, auf den Systemwechsel und die militärischen Operationen in ihrem Gebiet zwar mit Freude, jedoch ohne öffentliche Auseinandersetzungen reagieren und Odilos Familie unabhängig von der politischen Situation immer freundlich und verständnisvoll behandeln.
Die durch den Tod der ältesten Tochter Madleen verursachte Ehekrise überlagert die schwierige finanzielle Situation. Die Unterstützungen aus Deutschland haben sich auf gelegentliche Nahrungsmittelakte von Susannes Eltern reduziert. Die Familie lebt in Armut, kauft auf Kredit oder im Austausch mit Wertgegenständen sparsam Lebensmittel, die gerade für das Überleben ausreichen. Die Entscheidung Odilos für die Sonderform des Exils in einem Staat mit faschistischer Regierung thematisiert der Autor in Diskussionen des Protagonisten mit seiner Frau.
In der Geschichte gibt es zwei Einschnitte:
- Konnte Odilo vor der Besetzung durch deutsche Truppen in relativer Sicherheit leben, so ist er nach der kuriosen Einquartierung seines Schwagers Wilhelm, Kompaniechef einer auf den Bergen über der Stadt stationierten Einheit, in seinem Haus in ständiger Gefahr, bei Durchsuchungen verhaftet zu werden.
- Nach dem Waffenstillstand Italiens mit den Alliierten und deren Landung in Neapel und dem Rückzug der deutschen Truppen verändert sich erneut die Situation. Jetzt wird Odilo von den Besatzern als ein potentieller deutscher Spion behandelt und soll sich, damit er nicht den Schiffsverkehr auf dem Meer beobachten kann, auf einen 15 km von der Küste entfernten Ort zurückziehen. Durch die Beziehungen der amerikanischen Freundin Nell kann dies verhindert werden, und so bleibt die Familie zusammen und Odilo und Susanne versuchen, nach der Verarbeitung der schweren Zeit ihre Beziehung neu zu beleben.

## Inhalt

### Vorgeschichte
Der Sinologe Odilo und Susanne heirateten 1930 in Peking. Zu dieser Zeit arbeitete er im Auftrag des Auswärtigen Dienstes an einer neuen Umschrift der chinesischen Zeichen. Als Kritiker des Nationalsozialismus quittierte er 1933 den Staatsdienst und zog sich mit seiner Frau, die seine Einstellung unterstützte und ihre Kontakte zu ihrer nationalistisch orientierten Familie einschränkte, in ein abgelegenes italienisches Städtchen bei Sorrent zurück. Aber man blieb im Einflussbereich der italienischen Faschisten. Ausschlaggebend für diesen Kompromiss waren devisenrechtliche Überlegungen. Sie mussten ihr Leben mit ihren Vermögensresten finanzieren. Odilo verdiente anfangs etwas Geld durch Übersetzungen und literarische Arbeiten, und das musste aus Deutschland überwiesen werden. Diese Abhängigkeit wirkte sich auch auf seine Publikationen aus, in denen er politische Themen vermied. Kritische Gedanken notierte er in chinesischer Umschrift. Odilos Selbstwertgefühl litt an dieser Einschränkung. Dagegen kam er, im Gegensatz zu seiner Frau, mit den täglichen Provisorien zurecht. Susanne, die an Wohlstand gewöhnte Weltreisende, tat sich schwer mit dem einfachen Leben im hoch am steilen Hang gelegenen Häuschen ohne elektrischen Strom und fließendes Wasser. Obwohl sie Nahrungsmittel auf Kredit kaufen musste, ließ es ihr Stolz nicht zu, sich und den Kindern gegenüber ihre Armut einzugestehen.

### Odilo und Susanne

#### Odilo
Seit der Besetzung Italiens durch deutsche Truppen ist die Situation des 50-jährigen Odilo lebensgefährlich geworden. Konnte er sich vorher im Städtchen frei bewegen, fürchtet er jetzt seine Verhaftung, weil er sich der Wehrpflicht entzog, und verlässt kaum das Grundstück. Nach dem Tod der Tochter Madleen, die 12-jährig an einer Typhus-Infektion starb, streute er das Gerücht, er habe in einem Zustand seelischer Verwirrung die Familie verlassen und sei verschwunden. Wenn Besuch kommt, versteckt er sich in einer Zisterne. Er fürchtet Durchsuchungen seines Hauses und schreibt seine Gedanken in seiner von ihm erfundenen chinesischen Umschrift auf. An praktischen, handwerklichen Dingen ist er uninteressiert. Er lebt als Wissenschaftler und Literat in seiner geistigen Welt der Bücher, beobachtet die Stadt und die Küste mit seinem Teleskop, informiert sich durch sein Radiogerät über die politische Entwicklung und hofft auf die Realisierung seiner Utopie einer friedlichen Gesellschaft nach dem Krieg. Die Organisation des Alltags überlässt er seiner 17 Jahre jüngeren Frau Susanne (Susi).
Inzwischen hat Odilo Zweifel an der Richtigkeit seiner Ortswahl. Die italienische faschistische Regierung unterstützt den deutschen Krieg, und die Zeitungen verschweigen die Gräueltaten der SS in Polen und der Sowjetunion und in den Konzentrationslagern. Odilo reflektiert, was er nach seiner Rückkehr nach Deutschland zu erwarten hat. Er wird als Emigrant zu den „schwarzen Schafen […] aus denen man später nach Bedarf die Sündenböcke auswählt“ gerechnet werden: „Unser Name bleibt auf eine nicht feststellbare Weise wie eine Spielkarte gezinkt. Der Nachfolgestaat wird uns nicht vorwerfen, dass wir seinen Vorgänger bekämpften, aber dass wir weggingen – ohne Grund! Wird man in meinem Fall sagen – das vergisst man uns nicht. Wir haben uns, so wird es heißen, von unserem Schicksal dispensiert, und darum gelten wir als unzuverlässig, unbrauchbar. Und wenn unsere Richter uns auch viel nachsehen, dies nicht, dass wir nicht mit-geirrt haben…“

#### Susanne
Susanne hätte es lieber gesehen, wenn Odilo bei Kriegsbeginn nach Deutschland gegangen wäre und sich als Sanitäter oder Dolmetscher zur Verfügung gestellt hätte. Sie wäre mit den Kindern bei ihren Eltern untergekommen und dort gut versorgt worden. Das ärmliche Leben in Italien ertrug sie anfangs hoffnungsvoll und stark, doch nach dem Tod Madleens vor 2 Monaten zeigt sich ihre latente Unzufriedenheit. Sie wirft ihrem Mann vor, nicht beim Generalkonsulat in Neapel um finanzielle Unterstützung gebeten zu haben, um die Tochter in einem Krankenhaus behandeln zu lassen. Sein „ethischer Rigorismus“ habe ihn daran gehindert, eine Institution, die er bekämpfte, um Hilfe zu bitten. Dieser Vorwurf erweitert sich auf seine Idee eines Refugiums in Italien und außerdem auf seinen Druck, einen Schwangerschaftsabbruch unter schlechten hygienischen Bedingungen auf dem Küchentisch vornehmen zu lassen. Seit dem Tod Madleens ist die Ehe in einer Krise und die sexuelle Beziehung der beiden ist gestört. Nach dem Besuch ihres Bruders Wilhelm verstärken sich diese Spannungen, v. a. nachdem Odilo den Schwager zweimal daran hindert, zu seiner Einheit zurückzukehren, und Susanne dies als neue Beweise für seinen „ethischen Rigorismus“ und seine doktrinäre Pädagogik ansieht. Die Situation eskaliert, als Odilo in seiner verzweifelten Wut seine Frau und seine Kinder schlägt, ins Städtchen verschwindet und nach der Landung der Alliierten am 8. September an Befreiungsfeiern der Bevölkerung bei der „Chiesa nuova“ teilnimmt, wo ihn Franzisca entdeckt und zur Familie und zur Versöhnung mit seiner Frau zurückholt.
Obwohl sich Susanne ihrer finanziellen Lage bewusst ist und nur auf Kredit einkaufen kann, ist es für ihren Stolz schmerzhaft, von Felizitas zu hören, dass sie in der Stadt als arme Flüchtlinge gelten, mit denen man Mitleid hat, und sie verbietet der Tochter, zu betteln, obwohl sie im Prinzip das gleiche bei den Contessen macht. Schließlich sieht sie keine Möglichkeit mehr, auf dieser Basis die Familie zu ernähren und sucht einen Ausweg. Nach der Landung der Alliierten hat sie bei den Contessen einen englischen Brigadier kennengelernt, und dieser hat ihr eine Stelle als Dolmetscherin angeboten. Damit setzt sie ihren Mann unter Druck: Wenn er nicht die Familie ernähren könne und sich nur mit seinen Studien und seinem Traum von einer Professur nach dem Ende des Krieges befasse, werde sie mit den Kindern nach Neapel ziehen und als Dolmetscherin arbeiten. Aus Angst, sie zu verlieren, rafft er sich auf und schlägt vor, sein Zeichentalent zu nutzen und aquarellierte Postkarten an die alliierten Soldaten zu verkaufen. „Sahnige Sentimentalitäten, Himbeereis am Abendhimmel, grottengrünes, grottenblaues Meer und das keusche Weiß einer Welle, die schlafengeht. Hoffentlich finde ich, wenn ich kühn tauche, die wärmliche Kitschquelle drunten im Meer meiner Möglichkeiten. Avanti ich opfere der Juno moneta!“

#### Neuanfang
Die Postkarten verkaufen sich gut, und die Begegnung mit der unglücklichen reichen Amerikanerin Nell, die Felicitas und Urban täglich zum Essen einlädt, gibt ihnen neuen Lebensmut. Nell ist nach Italien gekommen, um sich das Pflegerechts für ihre beiden Kinder Pierluigi und Kathrin nach der Scheidung von ihrem italienischen Mann gerichtlich zu erstreiten. Im Vergleich mit ihr kommt Odilo und Susanne ihre familiäre Situation nicht mehr so ausweglos vor wie zuvor: „Wieviel Brutalität steckt doch in dem heiligen Wort »Leben«, gerade wenn es sich erneuert, wieder zu Kräften kommt.“

### Wilhelm
Susanne bekommt Ende August Besuch von ihrem Bruder Wilhelm (Willy), einem Hoch- und Tiefbauunternehmer, der als Major auf den Höhen über der Stadt stationiert ist und seine Schwester und ihre Kinder beim Rückzug seiner Truppe nach Deutschland mitnehmen will. Es kommt zwischen ihm und Odilo zu heftigen Auseinandersetzungen über die Schuld an Madleens Tod, die NS-Ideologie und den Krieg. Odilo sieht im Schwager „den Menschen dieser Zeit, der von einem politischen Virus befallen und für die Wirklichkeit blind geworden ist“. Im Gegensatz zu ihm gehe Wilhelm „den Weg der Millionen, er marschier[e] ihn, von keinem Zweifel aufgeschreckt.“ Wie die meisten Menschen ersticke er seine Träume: „[H]ier beginnt die allgemeine Selbstmörderei.“ In zehn Jahren, so vermutet Odilo, wird er sich seiner Kriegserlebnisse und inneren Mahnungen nicht mehr erinnern. „Sein Marschieren in der Gemeinschaft – wenn nicht des Heiligen Geistes, so doch des Volkes -, die bedingungslose Einheit mit diesem Vaterland und dessen Schicksal, das wird ihm in zehn Jahren zur Ehre gereichen“. Odilo will Wilhelm zwangserziehen und mischt ihm Schlafpulver in den Wein, damit er nicht pünktlich zu seiner Truppe zurückkehrt. Er glaubt in der Rolle eines Arztes zu sein, der einen Menschen auch gegen dessen Willen behandelt, um ihn zu retten. Er will ihm die Ketten seines „Affendaseins“ abnehmen. Wilhelms Pistole gibt er dem Obstbauern Agnello Esposito aus Agerola als Lohn für die Führung des Gastes zu ihrem Haus. Seiner Tochter und seiner Frau erzählt er eine Lügengengeschichte über den Grund für den Tiefschlaf des Schwagers. Am nächsten Morgen bemerkt Susanne, dass ihr Bruder zum Zeitpunkt des Aufbruchs noch immer schläft. Sie hat große Schwierigkeiten, ihn aufzuwecken, und fürchtet die Folgen, wenn ihr Haus von den Deutschen durchsucht und er und Odino gefunden werden. Wilhelm muss jedoch zuerst einmal bei ihnen bleiben. Einerseits macht er sich nützlich. Willy ist handwerklich geschickt, baut eine Kochkiste und eine Schaukel für die Kinder und bessert Fenster und den löchrigen Boden im Haus aus. Andererseits futtert er die mitgebrachten Süßigkeiten egoistisch weitgehend alleine. Mit seinem Schwager streitet er über die politische Situation, zeigt sich jedoch einsichtig gegenüber den Meldungen in der italienischen Presse über die NS-Konzentrationslager. Willy wundert sich über die geringen Kenntnisse seiner Nichte Felizitas über den Krieg und die Bombardierung deutscher Städte und kritisiert die Verheimlichung der Wahrheit durch seinen Schwager und die Erziehung seiner Kinder in einer schonenden Märchenwelt zu einem naiven Pazifismus.
Als Nachrichten von der Landung der Alliierten bei Paestum und dem Rückzug der Deutschen eintreffen, fürchtet Wilhelm seine Gefangennahme und will zu seiner Truppe zurückkehren bzw. ihr nachreisen. Odilo hindert ihn daran, indem er ihn einschließt. Jetzt durchschaut Susanne seine Erklärungen für Willys Tiefschlaf und macht ihrem Mann Vorwürfe für seine doktrinäre Pädagogik. Die Spannungen der Eheleute verstärken sich, Odilo schlägt in seiner verzweifelten Wut seine Frau und seine Kinder. Sie versöhnen sich wieder, feiern die Ankunft der Alliierten und schenken auch Wilhelm eine Flasche Wein. Willy betrinkt sich und greift seinen Schwager aggressiv an. Dieser Vorfall und die Aufforderung des Bürgermeisters führen dazu, dass Odilo und Susanne Wilhelm bewegen, sich am 11. September den Alliierten zu stellen. Er kommt in ein Gefangenenlager in Bari. Odino charakterisiert ihn als gefräßiges „Tier mit Epauletten, eine Mischung aus Hund und Bär, nicht ganz ungefährlich, wie ich erfahren hatte, aggressiv und sogar heimtückisch.“
Am Ende des Romans erhalten Odilo und Susanne einen Brief Wilhelms, in dem er den Schwager um Verzeihung bittet. Er solle seiner Schwester seinen Anschlag im Affekt und ihren Kampf auf dem Balkon nicht erzählen. Gemeinsame Schuld verbinde mehr als gemeinsame Tugend. Odilo fragt sich, ob Wilhelm wirklich politisch zur Vernunft gekommen ist, und nimmt das ambivalente Schuldbekenntnis zum Anlass einer Abrechnung: „[D]ieser unanständige, erbärmliche Ringkampf mit dem Schuldbewusstsein […] Aus der Person Wilhelm schlüpfte er […] in sein armes, unglückliches Volk, aus dem Volk in die Menschheit – und der Ringrichter brach schließlich den Kampf als unentschieden ab. Ich schämte mich für Wilhelm, aber auch mit ihm: so sind wir alle, mehr oder weniger bemüht, uns vor unserem besten Gegner nicht unterkriegen zu lassen, tadellos dazustehen vor der Welt und schließlich vor Ihm [Gott]!“ Miltons Satan sei voller Tugend gewesen, „vor seinem Sturz, aber noch mehr hinterher.“ Durch Wilhelms Brief werden sich Odilo und Susanne nach der Zeit der Krise wieder bewusst, dass sie in ihrer Gegenposition zu ihm „eins sind – untrennbar“.

### Doktor Maier
Wilhelms Einheit sucht nach dem Verschollenen und entdeckt bei seinem Führer, dem Obstbauer Esposito, seine Dienstwaffe. Dieser verwickelt sich beim Verhör in Widersprüche und wird wegen Beihilfe zur Desertion erschossen. Darauf erscheint ein Trupp, geführt von Oberleutnant Maier, bei Susanne und den Kindern und durchsucht Haus und Garten nach dem Major. Dr. Maier, im Privatleben dichtender Studienrat, deutet an, dass er Wilhelm, seinen Vorgesetzten wenig schätzt, und er hat offensichtlich Sympathie für die von Mann und Bruder angeblich verlassene Susanne und ihre Kinder. Er durchschaut ihre Lügen, lässt aber seine Leute an den falschen Stellen suchen. Nach seinem Abmarsch findet Susanne eine Schachtel mit Süßigkeiten.
Maier beschenkt Susannes Familie ein zweites Mal, und dies hat für ihn tragische Folgen. Bei der Durchfahrt der deutschen Truppe durch das Städtchen entdeckt Maier Franziska unter den Kindern am Straßenrand, hält an, gibt ihr eine Tasche mit Lebensmitteln für ihre Familie und lässt ihre Mutter grüßen. Durch den kleinen Aufenthalt erreicht sein Wagen, der letzte im Konvoi, zu spät die über eine Schlucht führende Brücke, die gerade in diesem Augenblick gesprengt wird, um die Alliierten an der Verfolgung zu hindern. Die Nachricht von seinem Tod erschüttert Susanne. Odilo beobachtet einerseits Susannes und Felizitas Trauer eifersüchtig, andererseits bewertet er Maiers Menschlichkeit und die Verzögerung seines Abzugs durch das Gespräch mit Felizitas, das zu seinem Tod führte, schmerzlich sarkastisch: „Ein Soldat hat nicht wie ein Mensch zu fühlen und zu reagieren, sondern wie der Teil einer Maschine. Hätte Maiers Herz […] in einer Stoppuhr bestanden, wäre vielen Herzen viel Leid erspart geblieben.“

### Taubenhaus
Odilo – von Felizitas (Fitzi) bewundernd „der allwissende Drache“ genannt – versucht seine Kinder nach seinen pazifistischen Vorstellungen zu erziehen. Dazu gehört, dass er ihnen die grausame Realität des Krieges und der politischen Situation in Deutschland verschweigt und die Aufklärung darüber einem späteren Lebensalter vorbehält. Er erzählt seinen Kindern erfundene Geschichten, baut alle Informationen, welche sie durch andere Personen erhalten, in eine Märchen- und Sagenweltwelt mit hilfreichen und dämonischen Figuren ein und verbindet dies mit seinen Warnungen vor Gefahren. Dem fünfjährigen rachitischen Urban (Urbs) hilft dies, mit dem Tod Madleens zurechtzukommen, denn sie bewacht ihre Familie vom Himmel aus und erscheint ihm immer wieder in seinem Spiel im Taubenhaus, wozu ihn Felizitas animiert.
Die 10-jährige Felizitas steht in Odilos Pädagogik auf einer anderen Stufe. Sie lebt in zwei Welten. Von den Eltern wurde sie genau über die Gefahr, die dem Vater droht, informiert und instruiert, was sie zu tun und zu sagen hat, wenn Fremde das Haus betreten oder sie im Städtchen Besorgungen macht. Sie übernimmt bestimmte Aufgaben, wenn Odilo sich in der Zisterne verbirgt und auf seine Anwesenheit hinweisende Gegenstände und Kleidungsstücke versteckt werden müssen. Sie kontrolliert den kleinen Urbs und gibt ihm Anweisungen, wann er Deutsch, wann er Italienisch sprechen und wann er still sein und weinen soll. Zugleich ist dies für sie ein Abenteuerspiel, das sie mit ihren Phantasien verbindet. In ihrem Rückzugsort, dem Taubenhaus, leben sie in ihrer Phantasiewelt, und hier besucht sie die Schwester als Engel. Felizitas wechselt dabei ihre Rollen als Spielerin und Regisseurin: Wenn Urban Madleen bewirtet, stibitzt sie eine Süßigkeit und bestätigt den Bruder durch den leeren Teller in seiner Vorstellung. Felizitas weiß von den italienischen Kindern, dass die Gräber auf dem kleinen Friedhof nur einige Zeit erhalten bleiben und dass die ausgegrabenen Knochen vom Totengräber Costanzo in einem Steinkasten gesammelt werden. Aber sie glaubt wie ihr Bruder, dass die neben dem Friedhof unter einem Johannisbrotbaum beerdigte Madleen als Engel die Familie beschützt.
Durch diese Zwischenstellung gerät Felizitas anerzogenes Wertesystem durcheinander: Ihre Eltern lügen in bestimmten Situationen, um zu überleben, und das wird auch von ihr verlangt, während die Eltern von ihr Wahrhaftigkeit ihnen gegenüber fordern. Weil sie kein Geld haben, Lebensmittel zu kaufen, nimmt sie von den Gärten auf den Weg überhängende Früchte mit oder sie lenkt Michele ab, so dass der Kater Kallimachos sich einen Fisch aus dem Korb des Verkäufers herausziehen kann. Ihre Mutter rügt sie dafür, auch weil sie Streit mit den Nachbarn befürchtet, doch sie verwertet die Früchte in ihren Speisen. Felizitas lebt zwischen der Kinder- und der Erwachsenenwelt, und viele Missverständnisse und Verheimlichungen von Seiten der Eltern und deren widersprüchliches Verhalten verwirren ihr Wirklichkeitsbild. Z. B. belauscht sie ein nächtliches Gespräch ihrer Eltern über deren Eheprobleme und die Unterbrechung ihrer sexuellen Beziehung seit dem Tod Madleens, ohne die Begriffe und Zusammenhänge zu verstehen. Auch übernimmt Felizitas die Verschleierungen des Vaters in ihre Weltdeutung und verbindet dies mit falsch verstandenen Fremdwörtern und Fachbegriffen. So fasst sie die „Weihnachtsbäume“ über dem Nachthimmel wörtlich auf, missversteht Bombenabwürfe als „Bonbonregen“, die Alliierten als „alle-irrten“ bzw. „alle Arten“ und konstruiert sich ein „Ruckediguck“-Märchenland von Deutschland mit Schokoladestraßen und Pfefferkuchenhäusern ohne Hexen. Onkel Willy ist über die Weltfremdheit seiner ansonsten so scharfsinnigen und alltagstüchtigen Nichte verwundert und macht den Eltern Vorwürfe über ihre Verharmlosungen.
Außerhalb des Taubenhauses erfasst Felizitas die allgemeine Situation z. T. besser als ihre Eltern und ergreift immer wieder die Initiative, indem sie z. B. für den Vater eine Petroleumlampe und für den Kater Fischköpfe erbettelt. Weil sie sich nicht an die Vorschrift der Mutter „[n]ichts aus der Familie hinaus[zu]tragen“ hält und über ihren Hunger klagt, werden sie und ihr Bruder zum täglichen Mittagstisch bei der mitleidigen reichen Amerikanerin Nell eingeladen, und Susanne muss widerstrebend deren Hilfe annehmen.
Im Laufe der Haupthandlung nähert sich Felizitas weltfremdes Kriegsbild durch die Erklärungen des Onkels und die Invasion der Alliierten der Realität an. Auch ihr Vater spürt, dass sie reif für die Wahrheit ist und nimmt sie mit zu Maiers Beisetzung auf den Friedhof. Allerdings verbrämt er auch hier die genauen Umstände der Beerdigung und erklärt ihr das Weiterleben der Verstorbenen als Metamorphose, vergleichbar mit der eines Schmetterlings nach dem Ausschlüpfen aus der Puppe: „ein neuer Leib […] den fängt keiner mehr, der fliegt ewig von Blüte zu Blüte […] und es immer dieselbe Blüte, derselbe Kelch – und es ist immer derselbe Augenblick – dieselbe Sonne -.“
Am Ende des Romans reflektiert Odino seine als Schutz gedachte Erziehungsmethode und stellt sie im Nachhinein in Frage. Zumindest Felizitas soll jetzt besser aufgeklärt werden. Diesen Vorsatz muss er jedoch aufschieben, denn durch ihr Engagement für die Familie und die drohende Ausweisung des Vaters aus der Stadt ist sie überfordert und erkrankt an einer Hirnhautreizung. Auslöser ist das Verschwinden ihres Katers Kallimachos. Die vom amerikanischen Militärarzt William Read verabreichten Medikamente helfen schnell, die Krise zu überwinden, doch sie muss geschont werden. Jetzt übernimmt ihr Bruder die Verschleierungstaktik: Als Pierluigi, Nells Sohn, durch einen Autounfall ums Leben kommt, lässt er ihn, um seiner Schwester sein Verschwinden zu erklären, seinen von der Mutter geschiedenen Vater in Neapel besuchen. Dann verliert er bei seinem Erklärungsversuch den Faden, verbindet den toten Freund mit Madleen, spielt zum Himmel schwebende Tauben vor und verbindet diese Phantasie mit dem plötzlich auftauchenden Flugzeug Williams, das einen Fallschirm mit Medikamenten abwirft, der auf der Terrasse neben dem Taubenhaus landet.

## Historischer Hintergrund

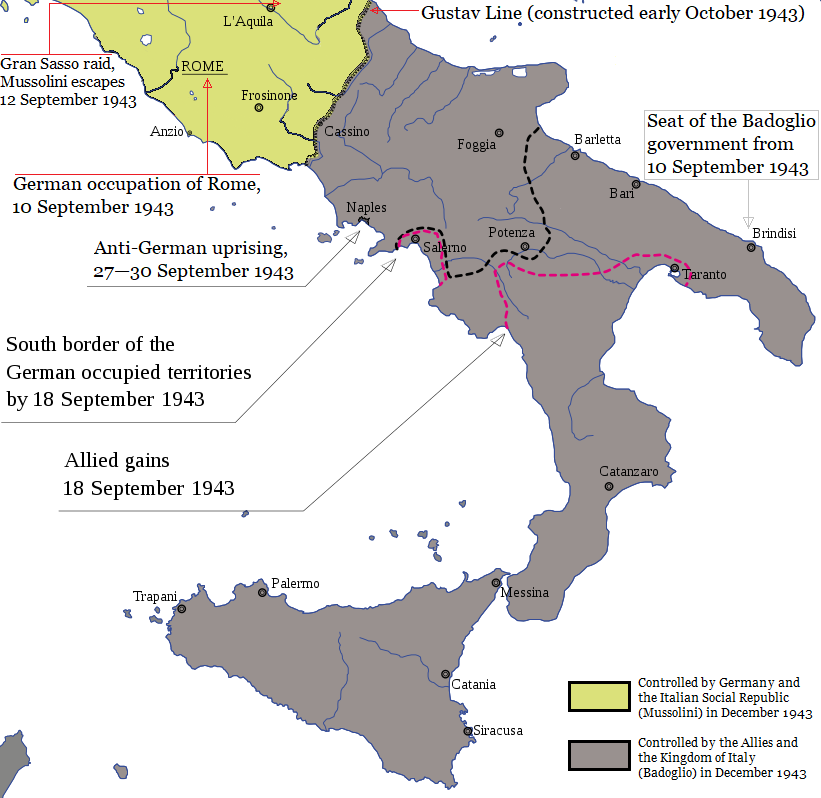
Militärische Situation im September 1943 in der Region Kampanien

Die Haupthandlung spielt vom 30. August bis zum 8. Oktober 1943 in Italien. Nachdem im Juli Mussolini entmachtet und gefangen gesetzt wurde, löste die neue Regierung Badoglio das Bündnis mit Deutschland und schloss Anfang September einen Waffenstillstand mit den Alliierten. Als Reaktion darauf besetzte Deutschland im August, in einer später „Fall Achse“ genannten Operation, Nord- und Mittelitalien. Die Alliierten eroberten Italien von Süden her und landeten am 18. September in Salerno.

## Biographische Bezüge

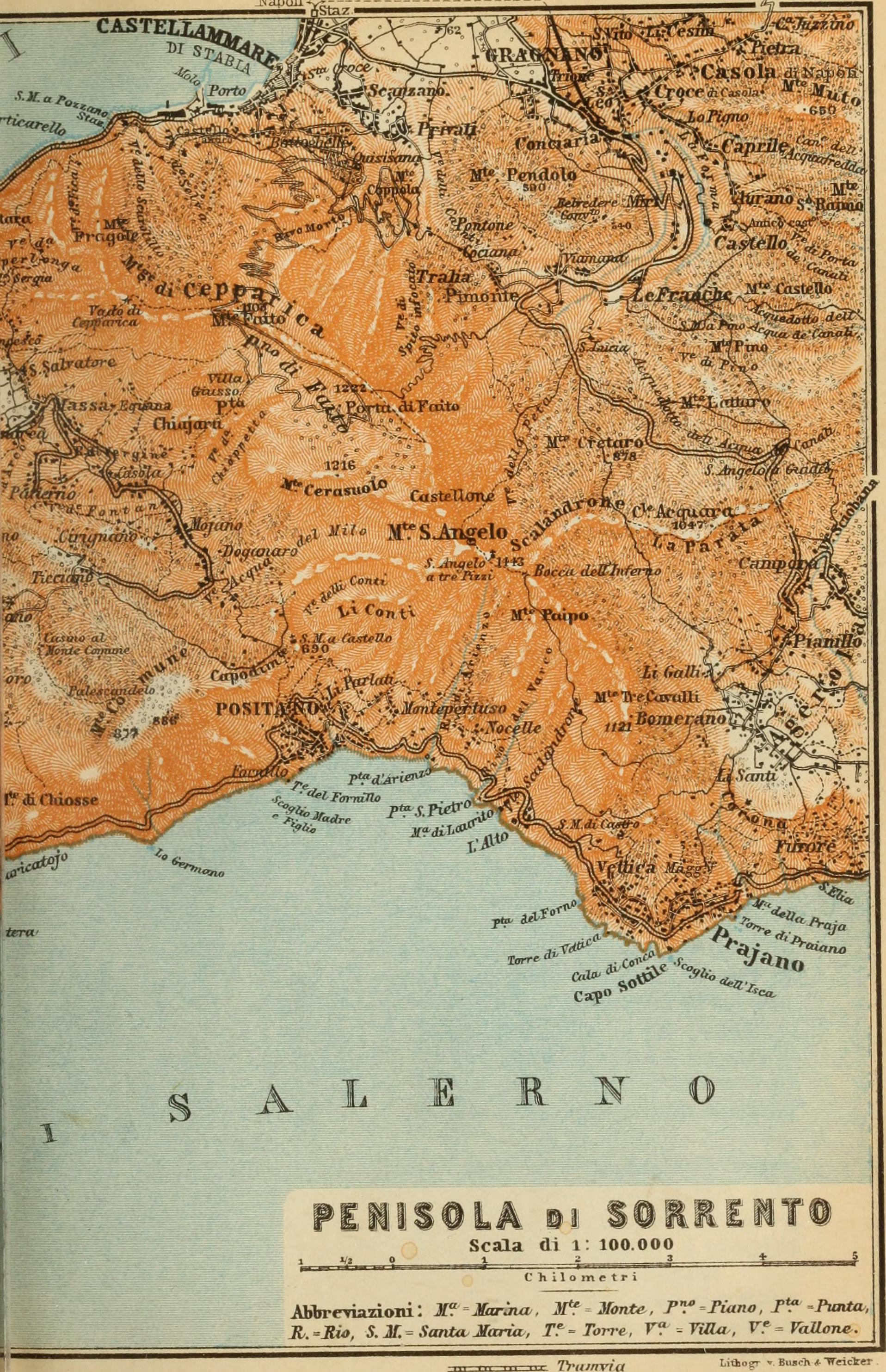
Positano an der Amalfiküste

Zwischen der Lebenssituation des Protagonisten und der des Autors gibt es einige Ähnlichkeiten:
- Persönliche und soziale Spannungen mit der Familie des Schwiegervaters: Andres Frau Dorothee war die Tochter des wohlhabenden Sägewerksbesitzers und Kleiderbügel-Fabrikanten Freudiger, der den jungen Schriftsteller aus armen Verhältnissen als Schwiegersohn ablehnte.
- Distanz zum NS-Regime: Der Autor stand dem Nationalsozialismus kritisch gegenüber.
- Freiwilliges Exil: Der Schriftsteller siedelte mit seiner als „Jüdischer Mischling ersten Grades“ eingestuften Frau zuerst 1933 für einige Wochen und dann von 1937 bis 1949 ins italienische Positano bei Neapel über. Dort schrieb er u. a. 1941 seine bekannte Novelle Wir sind Utopia, die er, wie ein Teil seiner Leser, als „Akt passiver Resistenz“ verstand.[20]
- Kreative Gedankenarbeit: Andres durfte seine Bücher in Deutschland bis 1943 nur mit Sondergenehmigung publizieren, hatte jedoch kein großes Publikum und deshalb geringe Einnahmen. In dieser Zeit entstanden literarisch bedeutsame Werke, die erst nach dem Krieg in Deutschland rezipiert und gewürdigt wurden.
- Handlungsort: Einzelne Angaben (Chiesa nuova, Monte Comune, Sireneninseln, Agerola usw.) und die geographische Lage deuten auf Andres‘ Aufenthaltsort Positano hin.
- Ärmliche Lebensbedingungen im Gastland: Die Familie des Autors wohnte am steilen Hang hoch über der Stadt Positano in einem Haus unter primitivsten Bedingungen ohne fließendes Wasser und Strom.
- Finanzielle Schwierigkeiten: Andres und seine Frau kamen mit geringen Ersparnissen von insgesamt 423,75 Mark nach Italien. 1943 finanzierte der Schriftsteller seine Familie zeitweise mit gemalten Postkarten für alliierte Urlauber und seine Frau managte das Überleben und unterstützte die literarische Arbeit ihres Mannes: Aus Formularen wurde Schreibpapier und aus Galläpfeln Tinte.
- Unsicherheit über die politische Entwicklung: Neben dem Hunger war die Angst vor Ausweisung eine ständige Belastung.
- Familiensituation: Stefan und Dorothee hatten drei Kinder in ähnlichem Alter wie Odilo und Susanne: Mechthild (geb. 1933), Beatrice (genannt Bice, geb. 1934) und Irene Maria (genannt Ima, geb. 1939). Mechthild starb am 25. November 1942 an Typhus.

## Rezeption
Stefan Andres gehörte nach dem Zweiten Weltkrieg in den 1950er und 1960er Jahren zu den meistgelesenen deutschen Autoren, denn die Thematik seiner Werke und seine pazifistische Botschaft passten zur Schuld-Sühne-Diskussion der damaligen Zeit. Da der erfolgreiche und preisgekrönte Schriftsteller nicht in den Macht- und Propaganda-Apparat der Nationalsozialisten verstrickt war, wurde er nach dem Krieg eine Person des öffentlichen Lebens, die sich zu aktuellen politischen Fragen kritisch äußerte, z. B. zur Frage der Wiederbewaffnung, des Wettrüstens und des Ost-West-Konfliktes. Mit der gesellschaftlich-politischen Entwicklung in Westdeutschland war er unzufrieden und zog 1961 mit seiner Frau wieder nach Italien.
In Rom schrieb er seinen 1966 publizierten Roman Der Taubenturm, der wochenlang auf der Bestsellerliste des Spiegels stand. Die von einigen Rezensenten gewürdigte Mischung aus Exil- und Familienroman, auf der Biographie des Autors basierend, mit spannungs- und emotionssteigernden und humorvoll-grotesken Elementen und stark profilierten Figuren, teilweise erzählt aus der von der Jugendliteratur her bekannten Perspektive eines 10-jährigen Mädchens, fand jedoch nicht das ungeteilte Echo der Kritik.
- Reich-Ranicki bezeichnete den Roman in Übertragung eines Zitats des Protagonisten aus dem Kapitel „15. September“ als „Kitsch, eventuell Edelkitsch“:[21] „Es ist […] ein erbauliches und bedeutungsvolles Buch, das reichlich Trost spendet und mit liebevollem Zuspruch nicht geizt. Und das, wie man hört, die Beladenen rasch zu erquicken vermag.“ Er habe keine Spur der meisterhaften Sprache der Novelle „Wir sind Utopia“ gefunden.[22]
- Die Besprechung im Spiegel ist ambivalent: „Behaglich fast und mit anfangs zuviel sinnigem Kindermund“ erzähle „der frische Sechziger von unbehaglichen Zeiten […] Italiener, Amerikaner und beiderlei Deutsche [seien] mit der Deutlichkeit aus eigener Erfahrung in teils intensiven Kapiteln geschildert“.[23]
- Positiv beurteilt der Rezensent der FAZ den Roman. Gelobt wird der Kontrast zwischen den Tagebuchnotizen des Vaters mit dem kindlich-naiven Bericht der Tochter, „mit dem Stefan Andres eine zarte psychologische Studie“ gelungen sei. Die Verknüpfung beider Erzählpositionen spiegele „getreulich das Ineinander der Empfindungen, Entscheidungen, Handlungen auf Eltern- und Kinderseite“: „Mag sein, dass Andres hier sein bester Roman gelungen ist. Und mag sein, dass dieses Gelingen nicht zuletzt den autobiographischen Elementen zuzuschreiben ist.“[24]

## Sekundärliteratur
- Claudia Gärtner: Biographische Elemente und Interpretationsansatz des Romans „Der Taubenturm“ von Stefan Andres (1. Teil). Mitteilungen der Stefan-Andres-Gesellschaft Bd. 15, 1994, 34–52.
- Claudia Gärtner: Biographische Elemente und Interpretationsansatz des Romans „Der Taubenturm“ von Stefan Andres (2. Teil). Mitteilungen der Stefan-Andres-Gesellschaft Bd. 16, 1995, S. 442–447.
- Michael Braun: Rifugio Precario. Zuflucht auf Widerruf. Deutsche Künstler und Wissenschaftler in Italien 1933 – 1945. Mitteilungen der Stefan-Andres-Gesellschaft Bd. 17, 1996. S. 60.
- Dorothee Andres: Unsere Jahre in Positano. Mitteilungen der Stefan-Andres-Gesellschaft Bd. 20, 1999, S. 62–66.
- Sigrun Winkler: Stefan Andres: „Der Taubenturm“ – Ein Roman vom Krieg. Mitteilungen der Stefan-Andres-Gesellschaft Bd. 23, 2002, S. 39–54.
- Fragen Sie Reich-Ranicki. Mitteilungen der Stefan-Andres-Gesellschaft Bd. 26, 2005. S. 71.
- Michael Braun: Refugio precario – Stefan Andres und die italienische Emigration 1937–1949. Mitteilungen der Stefan-Andres-Gesellschaft Bd.28 1, 2007, S. 10.